# Balantiocheilos melanopterus

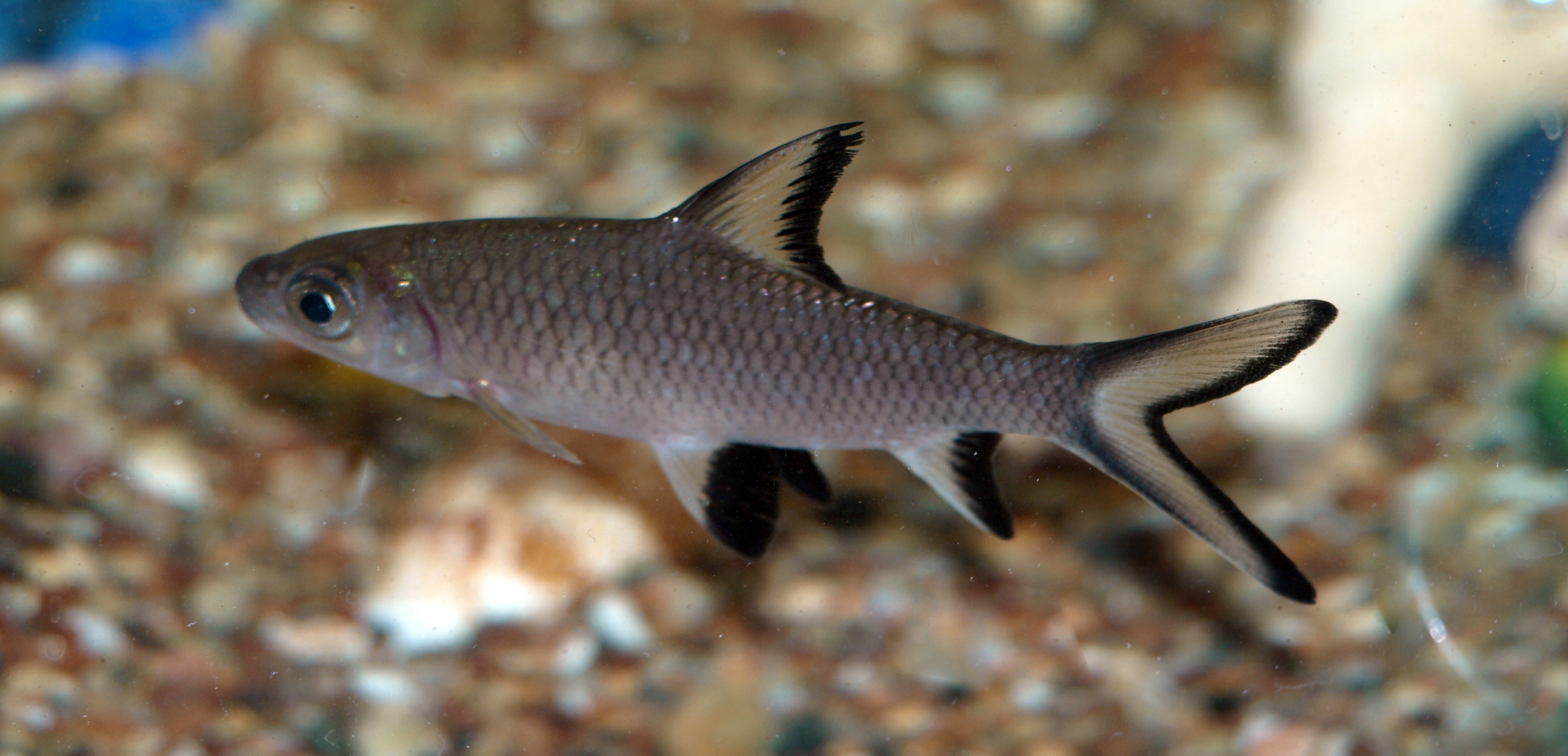
Balantiocheilos melanopterus en un aquàrium

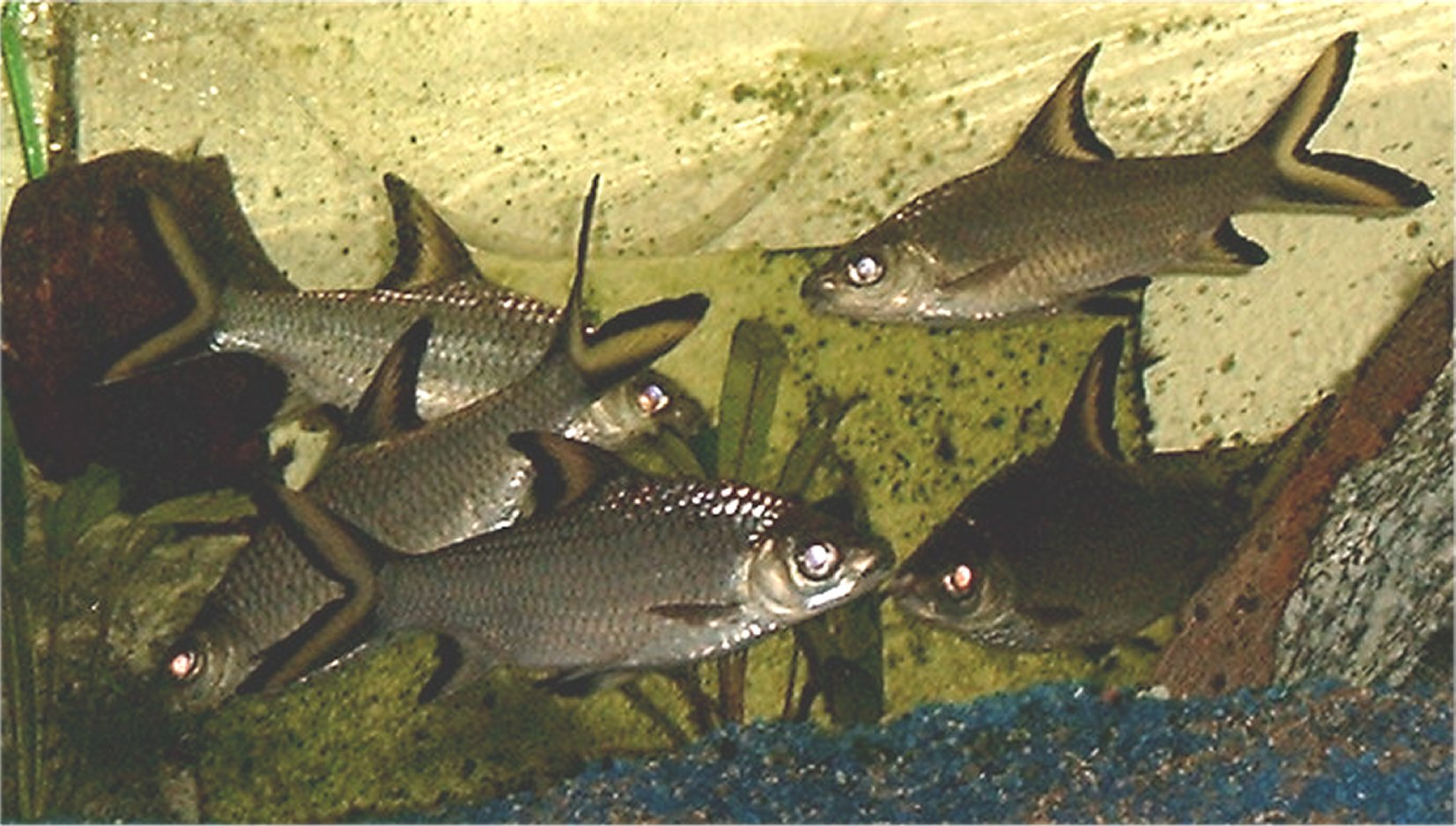
Cinc exemplars de 15 cm.

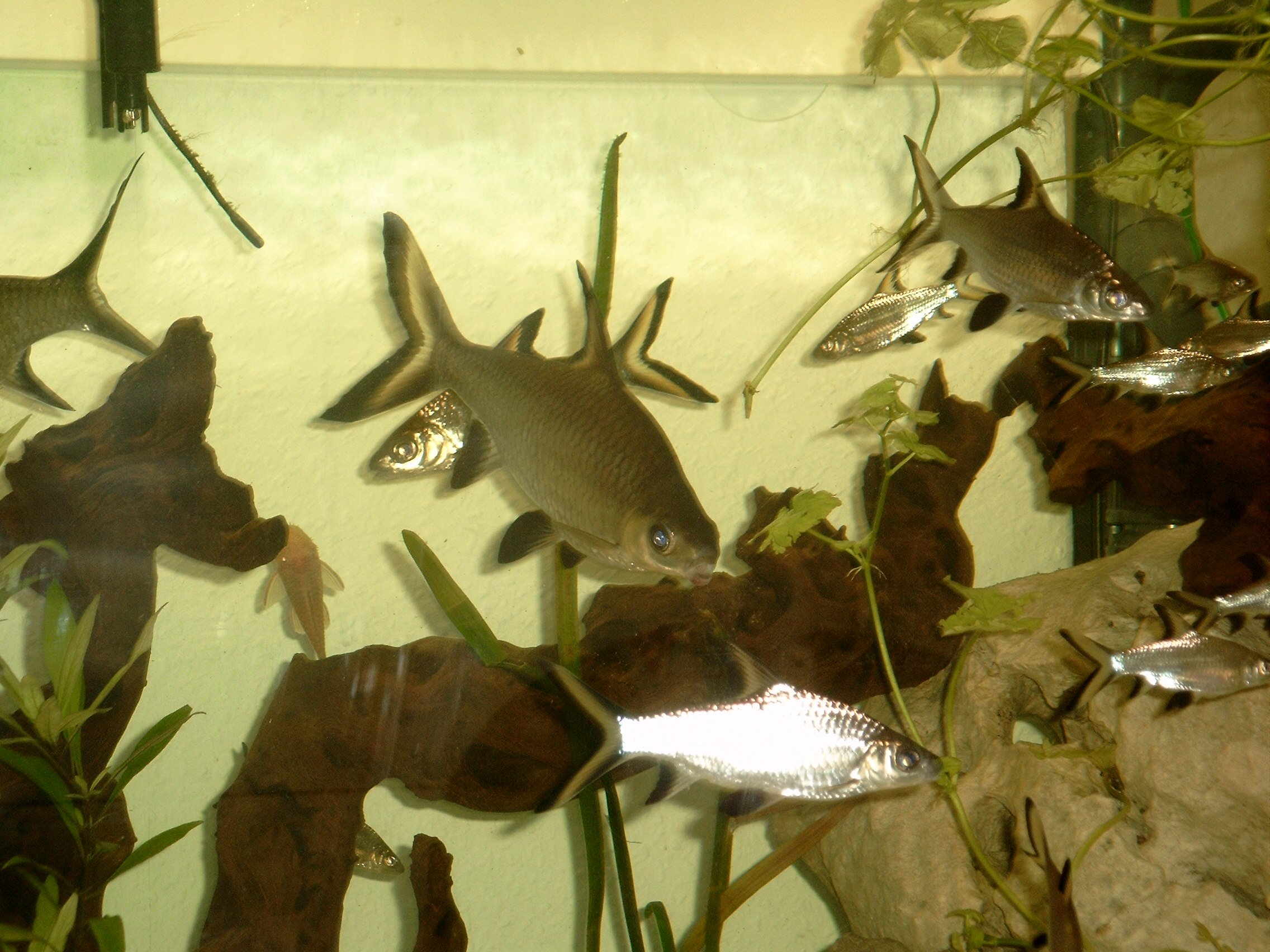
Diferents exemplars en un aquari

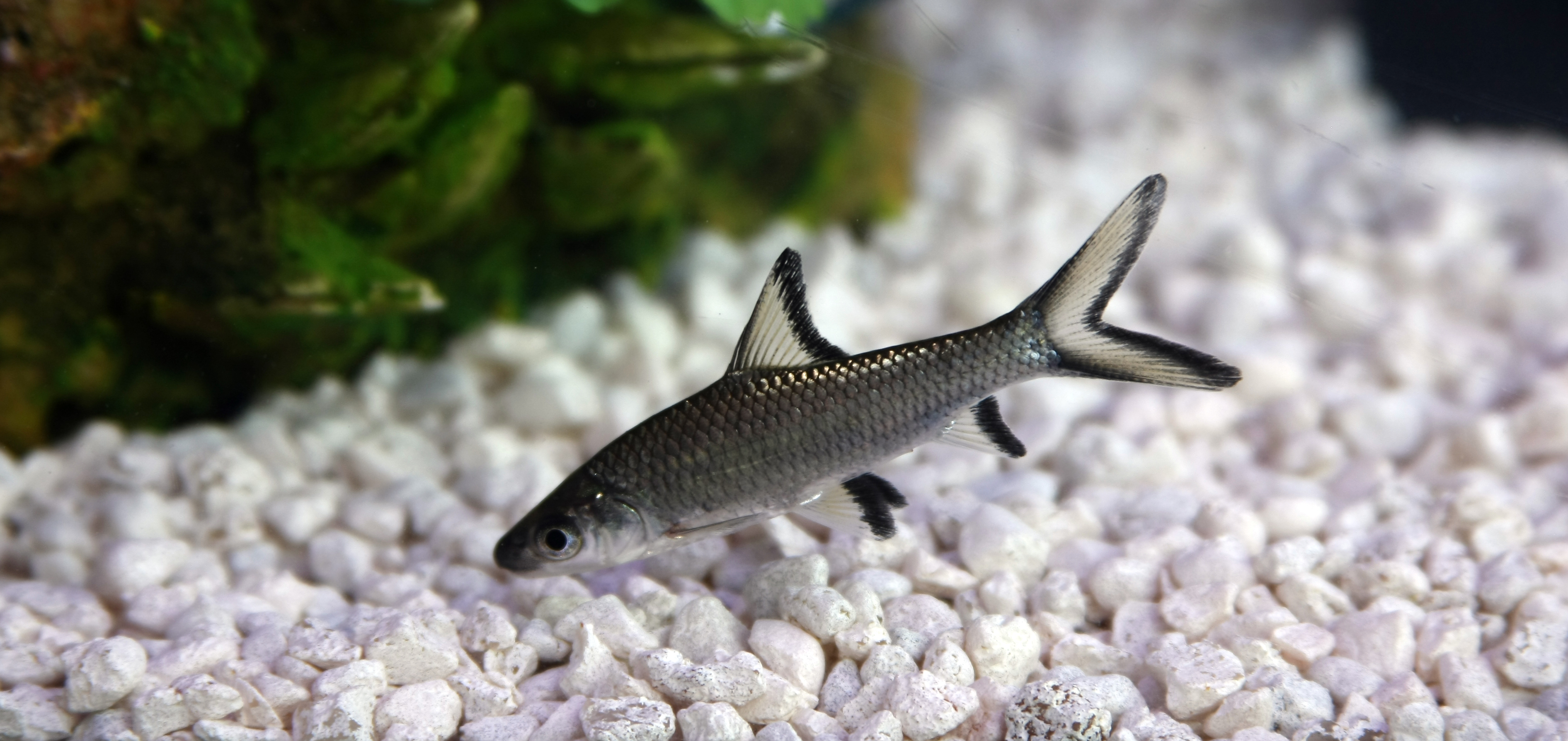
Exemplar immadur

Balantiocheilos melanopterus és una espècie de peix d'aigua dolça de la família dels ciprínids i de l'ordre dels cipriniformes.
Els adults poden assolir 35 cm de longitud total.

## Alimentació
Menja fitoplàncton, petits crustacis, rotífers i insectes i llurs larves.

## Hàbitat
És un peix d'aigua dolça i de clima tropical (22 °C-28 °C). Es troba a Àsia a les conques dels rius Mekong i Chao Phraya, Sumatra i Borneo.